# Artur Kocharian
Artur Vartanovitch Kocharian (arménien : Արթուր Վարդանի Քոչարյան) (né le 14 septembre 1974 à Erevan en RSS d'Arménie) est un footballeur international arménien qui évoluait au poste d'attaquant.
Il est l'un des meilleurs buteurs de l'histoire du  championnat arménien.

## Biographie

### Carrière en club
Il inscrit 23 buts dans le championnat d'Arménie en 1992, ce qui constitue sa meilleure performance à ce niveau.
Il joue 11 matchs au sein des Coupes d'Europe, inscrivant un but.

### Carrière en sélection
Artur Kocharian reçoit quatre sélections en équipe d'Arménie, une en 1996 et trois en 1999.

## Palmarès
| Ararat Erevan \| - Championnat d'Arménie (2) : - Champion : 1993 et 1995. - Coupe d'Arménie (4) : - Vainqueur : 1993, 1994, 1995 et 1997. \| \| - Supercoupe d'Arménie : - Finaliste : 1997. \| |  | Mika Ashtarak - Coupe d'Arménie (1) : - Vainqueur : 2000. |
| - Championnat d'Arménie (2) : - Champion : 1993 et 1995. - Coupe d'Arménie (4) : - Vainqueur : 1993, 1994, 1995 et 1997.                                                                        |  | - Supercoupe d'Arménie : - Finaliste : 1997.              |

| Pyunik Erevan - Championnat d'Arménie (1) : - Champion : 2001. - Supercoupe d'Arménie (1) : - Vainqueur : 2001. |  | Ulisses - Championnat d'Arménie : - Meilleur buteur : 2009 (15 buts). |  | Gandzasar Kapan - Championnat d'Arménie : - Vice-champion : 2011. |